# 上遥镇
上遥镇，是中华人民共和国山西省长治市黎城县下辖的一个乡镇级行政单位。

## 历史沿革
春秋属卫国，战国时属赵，历代从之。1943年10月，太行区以黎城横岭为界，设立黎北县，1945年两县复合黎城县。1949年，属黎城县第四区。1953年，属黎城县第四区，辖14个乡。1958年成立人民公社时，曾与柏峪乡合称先锋人民公社。1961年，属上遥人民公社，1984年5月，撤销上遥、平头、柏峪人民公社，设立上遥镇、平头乡和柏峪乡，共辖47个村民委员会。2001年1月，将平头乡、柏峪乡并入上遥镇，共设47个行政村。
2004年3月，前岭村被撤销。
2019年6月24日，大湾村、英里村并入长河村，东峪村并入东社村，吴家庄村并入河南村，望儿峧村并入河西村，杨家庄村并入石板村，贤坊村、东坡村并入西下庄村，红石片村、松后村并入平头村，阳坡村并入上马岩村，葫芦脚村并入阳火角村。
2019年12月18日，榆树村并入长河村，交口村并入河南村，青红底村并入河西村，柏峪脑村并入东柏峪村，六洞村并入西柏峪村，前庄村并入中庄村，行曹村并入后庄村，新村并入渠村，后家庄村并入上马岩村。
2021年4月1日，幸福庄村委会划归西仵镇管辖。

## 行政区划
截至2021年，上遥镇下辖24个村：
上遥村、东社村、正社村、西社村、长河村、河南村、河西村、西柏峪村、靳曲村、北马村、北寺底村、东柏峪村、郎庄村、大寺村、中庄村、后庄村、古寺头村、平头村、渠村、石板村、西下庄村、岚沟村、上马岩村和阳火角村。

## 中国传统村落
- 第三批：河南村
- 第六批：正社村

## 文化旅游
- 广志山景区

## 文物保护单位
| 名称                        | 编号                 | 分类                        | 时代                 | 地址                     | 公布时间             | 图片                 |                      |
| 全国重点文物保护单位        | 全国重点文物保护单位 | 全国重点文物保护单位        | 全国重点文物保护单位 | 全国重点文物保护单位     | 全国重点文物保护单位 | 全国重点文物保护单位 | 全国重点文物保护单位 |
| --------------------------- | -------------------- | --------------------------- | -------------------- | ------------------------ | -------------------- | -------------------- | -------------------- |
| 西下庄昭泽王庙              | 8-0219-3-022         | 古建筑                      | 元、清               | 上遥镇西下庄村           | 2016年6月6日省保5-93 |                      |                      |
| 山西省文物保护单位          |                      |                             |                      |                          |                      |                      |                      |
| 平头安泽庙                  | 6-181                | 古建筑                      | 元、清               | 上遥镇平头村             | 2021年8月4日         |                      |                      |
| 西下庄佛爷庙                | 6-182                | 古建筑                      | 元、清               | 上遥镇西下庄村           | 2021年8月4日         |                      |                      |
| 八路军129师随营学校正社旧址 | 6-328                | 近现代重要史迹 及代表性建筑 | 1938年               | 上遥镇正社村             | 2021年8月4日         |                      |                      |
| 八路军总部河南村旧址        | 6-334                | 近现代重要史迹 及代表性建筑 | 1939年               | 上遥镇河南村             | 2021年8月4日         |                      |                      |
| 长治市文物保护单位          |                      |                             |                      |                          |                      |                      |                      |
| 广志山圣母庙                |                      | 古建筑                      | 清                   | 上遥镇中庄村             |                      |                      |                      |
| 黎城县文物保护单位          |                      |                             |                      |                          |                      |                      |                      |
| 阳和脚康惠沼泽王洞          |                      | 古建筑                      | 清                   | 上遥镇阳和脚村           | 2011年6月10日        |                      |                      |
| 阳和脚观音阁                |                      | 古建筑                      | 清                   | 上遥镇阳和脚村           | 2011年6月10日        |                      |                      |
| 阳和脚关帝庙                |                      | 古建筑                      | 清                   | 上遥镇阳和脚村           | 2011年6月10日        |                      |                      |
| 阳和脚龙王庙                |                      | 古建筑                      | 清                   | 上遥镇阳和脚村           | 2011年6月10日        |                      |                      |
| 东柏峪龙王庙                |                      | 古建筑                      | 清                   | 上遥镇东柏峪             | 2011年6月10日        |                      |                      |
| 北寺底观音阁                |                      | 古建筑                      | 清                   | 上遥镇北寺地村           | 2011年6月10日        |                      |                      |
| 西柏峪观音阁                |                      | 古建筑                      | 清                   | 上遥镇西柏峪村           | 2011年6月10日        |                      |                      |
| 正社文庙                    |                      | 古建筑                      | 清                   | 上遥镇正社村             | 2011年6月10日        |                      |                      |
| 正社韩氏宅院                |                      | 古建筑                      | 清                   | 上遥镇正社村             | 2011年6月10日        |                      |                      |
| 正社申家宅院                |                      | 古建筑                      | 清                   | 上遥镇正社村             | 2011年6月10日        |                      |                      |
| 正社三义阁                  |                      | 古建筑                      | 清                   | 上遥镇正社村             | 2011年6月10日        |                      |                      |
| 东社沼泽王庙                |                      | 古建筑                      | 清                   | 上遥镇东社村             | 2011年6月10日        |                      |                      |
| 石板沼泽王庙                |                      | 古建筑                      | 清                   | 上遥镇石板村             | 2011年6月10日        |                      |                      |
| 渠村膺福寺                  |                      | 古建筑                      | 明、清               | 上遥镇渠村               | 2011年6月10日        |                      |                      |
| 上马岩沼泽龙王庙            |                      | 古建筑                      | 清                   | 上遥镇上马岩村           | 2011年6月10日        |                      |                      |
| 古寺头关帝庙                |                      | 古建筑                      | 清                   | 上遥镇古寺头村           | 2011年6月10日        |                      |                      |
| 后庄佛爷庙                  |                      | 古建筑                      | 清                   | 上遥镇后庄村             | 2011年6月10日        |                      |                      |
| 中庄观音阁                  |                      | 古建筑                      | 清                   | 上遥镇中庄村             | 2011年6月10日        |                      |                      |
| 中庄佛爷庙                  |                      | 古建筑                      | 清                   | 上遥镇中庄村             | 2011年6月10日        |                      |                      |
| 行曹三圣庙                  |                      | 古建筑                      | 清                   | 上遥镇行曹村             | 2011年6月10日        |                      |                      |
| 岚沟三庙圣母庙              |                      | 古建筑                      | 清                   | 上遥镇岚沟村             | 2011年6月10日        |                      |                      |
| 广志山革命烈士纪念亭        |                      | 近现代重要史迹及代表性建筑  | 1974                 | 上遥镇中庄村             | 2011年6月10日        |                      |                      |
| 八路军利华制药厂            |                      | 近现代重要史迹及代表性建筑  | 民国三十年(1941)     | 上遥镇阳和脚村东北龙洞山 | 2011年6月10日        |                      |                      |
| 八路军纺织厂西社旧址        |                      | 近现代重要史迹及代表性建筑  | 民国二十八（1939）   | 上遥镇西社村             | 2011年6月10日        |                      |                      |
| 正社申家祠堂                |                      | 近现代重要史迹及代表性建筑  | 民国十八年（1929）   | 上遥镇正社村             | 2011年6月10日        |                      |                      |
| 八路军总部卷烟厂旧址        |                      | 近现代重要史迹及代表性建筑  | 民国二十九年（1940） | 上遥镇吴家庄村           | 2011年6月10日        |                      |                      |
| 八路军总部被服厂下庄旧址    |                      | 近现代重要史迹及代表性建筑  | 民国二十九（1940）   | 上遥镇下庄村             | 2011年6月10日        |                      |                      |
| 高崖山隧洞                  |                      | 近现代重要史迹及代表性建筑  | 1960                 | 上遥镇峧口村高崖山       | 2011年6月10日        |                      |                      |
| 黎城县第一届党代会旧址      |                      | 近现代重要史迹及代表性建筑  | 民国二十八（1939）   | 上遥镇古寺头村           | 2011年6月10日        |                      |                      |
| 八路军总部纺织厂后家庄旧址  |                      | 近现代重要史迹及代表性建筑  | 民国三十一年（1942） | 上遥镇后家庄村           | 2011年6月10日        |                      |                      |